# Гондар (Амаранте)
Гондар (порт. Gondar) — район (фрегезия) в Португалии, входит в округ Порту. Является составной частью муниципалитета Амаранте. По старому административному делению входил в провинцию Дору-Литорал. Входит в экономико-статистический субрегион Тамега, который входит в Северный регион. Население составляет 1693 человека на 2001 год. Занимает площадь 9,63 км².

## Города-побратимы
- Ланже (Франция)